# Geografía de Albania
Albania (nombre local, Republika e Shqiperise) es un estado de Europa meridional, en la península balcánica. Limita con Grecia, Montenegro, Macedonia del Norte y Serbia, así como con los mares Adriático y Jónico.

## Geografía física

### Relieve
Este país de 28 748 kilómetros cuadrados es muy montañoso, con alturas generalizadas de más de mil metros. En la zona septentrional se encuentran las estribaciones de los Alpes Dináricos, calizas y areniscas. Su altura máxima es el pico Korab, que llega a los 2 764 metros de altitud y se encuentra en la frontera con Macedonia del Norte. Las tierras bajas sólo ocupan la séptima parte del país y se reducen a la llanura litoral y a valles muy estrechos.

### Ríos, lagos y costas

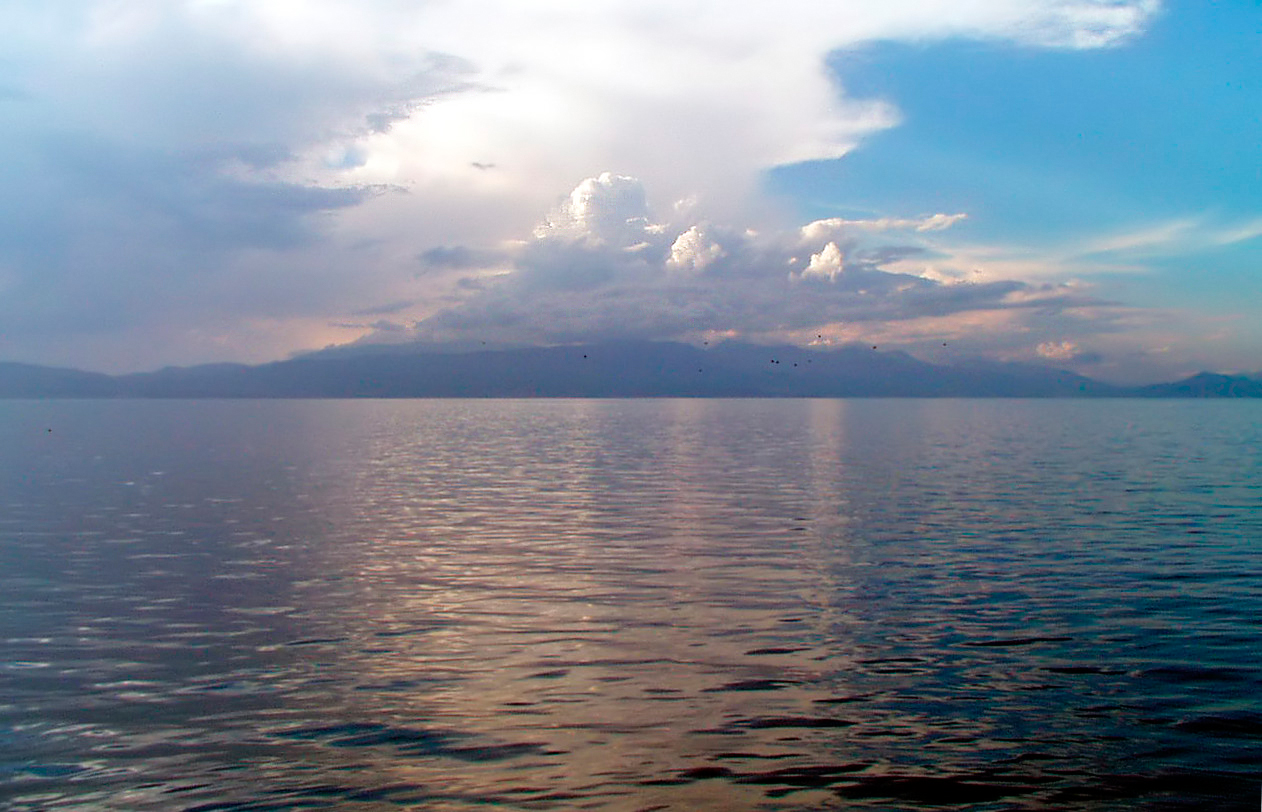
Lago Ohrid.

Los ríos son cortos y torrenciales. Los principales son el Drin (el Drin Blanco nace en Serbia y se une al Drin Negro y al Vjosë (Vijose o Vjosa), el Devoll, el Shkumbin (Shkumbi, Shkumbini) y el Semani.
Los principales lagos del país están en las fronteras con sus países vecinos. En el sudeste están dos lagos de origen tectónico, el Ohrid y el Prespa. Al norte, cerca de la costa mediterránea, se ubica el lago Escútari (Shkodrës), a cuyas orillas se encuentra la ciudad homónima.
La zona costera tiene aproximadamente 450 km y está situada entre los mares Adriático y Jónico. La costa adriática es recortada, salpicada por golfos y cabos. Ofrece pocos puertos naturales; una excepción es Vlorë (Valona) en el golfo que lleva su nombre.

### Clima
Todo el país queda en una latitud que está sometida a una variedad de pautas climáticas durante el invierno y el verano. Las tierras costeras que se encuentran frente al mar Adriático y el Jónico disfrutan de un clima mediterráneo, con temperaturas medias anuales de alrededor de 16 °C. En cambio, a medida que se avanza hacia el interior, es cada vez más riguroso y lluvioso, hasta convertirse en un clima continental, con medias anuales de 10 °C y bruscos contrastes de temperaturas a lo largo del año. De manera que Albania tiene un gran número de regiones climáticas para una superficie tan pequeña. Tanto en las tierras bajas como en el interior, el tiempo varía marcadamente desde el norte hasta el sur. 

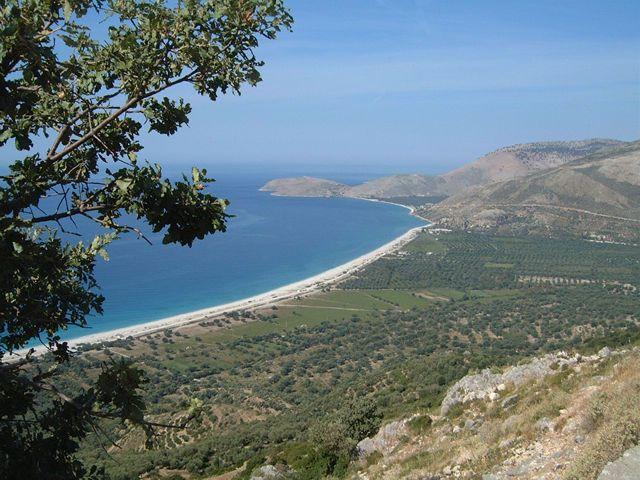
Litoral en Albania meridional.

Las tierras bajas tienen inviernos suaves, con una temperatura media de 7 °C. Las temperaturas medias son de 24 °C, la humedad es alta y el tiempo tiende a ser opresivo e incómodo. En las tierras bajas meridionales, la media de temperatura es de 5 °C más alta a lo largo del año. La diferencia es mayor de 5 °C durante el verano y algo menos en el invierno. 
Las temperaturas tierra adentro están afectadas más por las diferencias en la altitud que por la latitud o cualquier otro factor. Las bajas temperaturas invernales en las montañas están causadas por la masa de aire continental que domina el tiempo en Europa oriental y los Balcanes. Los vientos del norte y del nordeste soplan durante la mayor parte del tiempo. Las temperaturas medias en verano son más bajas que en las zonas costeras y mucho menor en las mayores alturas, pero las fluctuaciones diarias son mayores. Las temperaturas máximas en el día en las cuencas interiores y los valles fluviales son muy altas, pero las noches son casi siempre frescas. 
La precipitación es intensa, como resultado de la convergencia de la corriente de aire prevalente que procede del mar Mediterráneo y la masa de aire convencional. Debido a que normalmente se encuentran donde se alza el terreno, las lluvias más intensas se dan en las tierras altas centrales. Las corrientes verticales se inician cuando el aire mediterráneo es elevada también causan frecuentes tormentas. Muchas de estas tormentas están acompañadas por vientos locales altos y lluvias torrenciales. 
Cuando la masa de aire continental es débil, la humedad de los vientos mediterráneos caen más lejos tierra adentro. Cuando hay una masa de aire continental dominante, el aire frío se derrama por las tierras bajas, lo que ocurre sobre todo con frecuencia en el invierno. Debido a que las temperaturas más bajas de la estación dañan los olivos y los cítricos, las huertas y los jardines quedan reservados a lugares resguardados con exposición al sur y al oeste, incluso en zonas con altas temperaturas invernales. Las lluvias medias en las tierras bajas van de 1000 a 1500 mm anuales, con sus niveles más altos en el norte. Casi el 95% de la lluvia cae en invierno. La lluvia en las montañas es más intensa. No están disponibles documentos fiables, y las estimaciones varían mucho, pero se calcula que en algunas zonas montañosas las precipitaciones superan los 2000 mm. Las medias anuales probablemente son de unos 1800 mm y pueden llegar a 2550 mm en algunas zonas septentrionales. La variación estacional no es tan grande como en la zona litoral. 
Las montañas más altas de tierra adentro reciben menos precipitación que las tierras altas intermedias. Las diferencias de terreno causan amplias variaciones locales, pero la distribución estacional es la más consistente de todas las zonas.
|                                      | Ene | Feb | Mar | Abr | May | Jun | Jul | Ago | Sep | Oct | Nov | Dic |  |
| Media inferior (°C)                  | 2   | 2   | 5   | 8   | 12  | 16  | 17  | 17  | 14  | 10  | 8   | 5   |  |
| Media superior (°C)                  | 12  | 12  | 15  | 18  | 23  | 28  | 31  | 31  | 27  | 23  | 17  | 14  |  |
| Humedad en %                         | 71  | 69  | 68  | 69  | 70  | 62  | 57  | 57  | 64  | 67  | 75  | 73  |  |
| Soleamiento (h/día)                  | 4   | 4   | 5   | 7   | 8   | 10  | 12  | 11  | 9   | 7   | 3   | 3   |  |
| Precipitaciones (días)               | 13  | 13  | 14  | 13  | 12  | 7   | 5   | 4   | 6   | 9   | 16  | 17  |  |
| Fuente: Datos climáticos (en inglés) |     |     |     |     |     |     |     |     |     |     |     |     |  |

### Medio ambiente

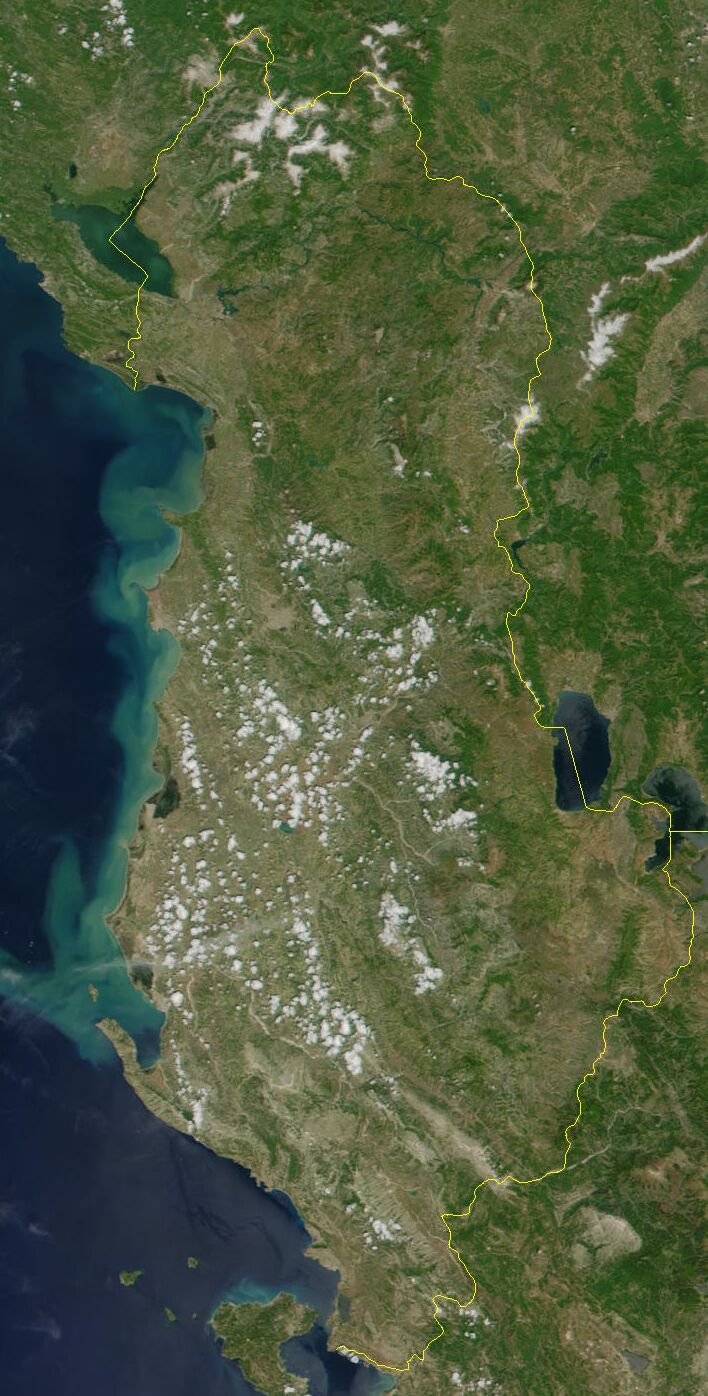
Imagen de satélite de Albania, junio de 2000.

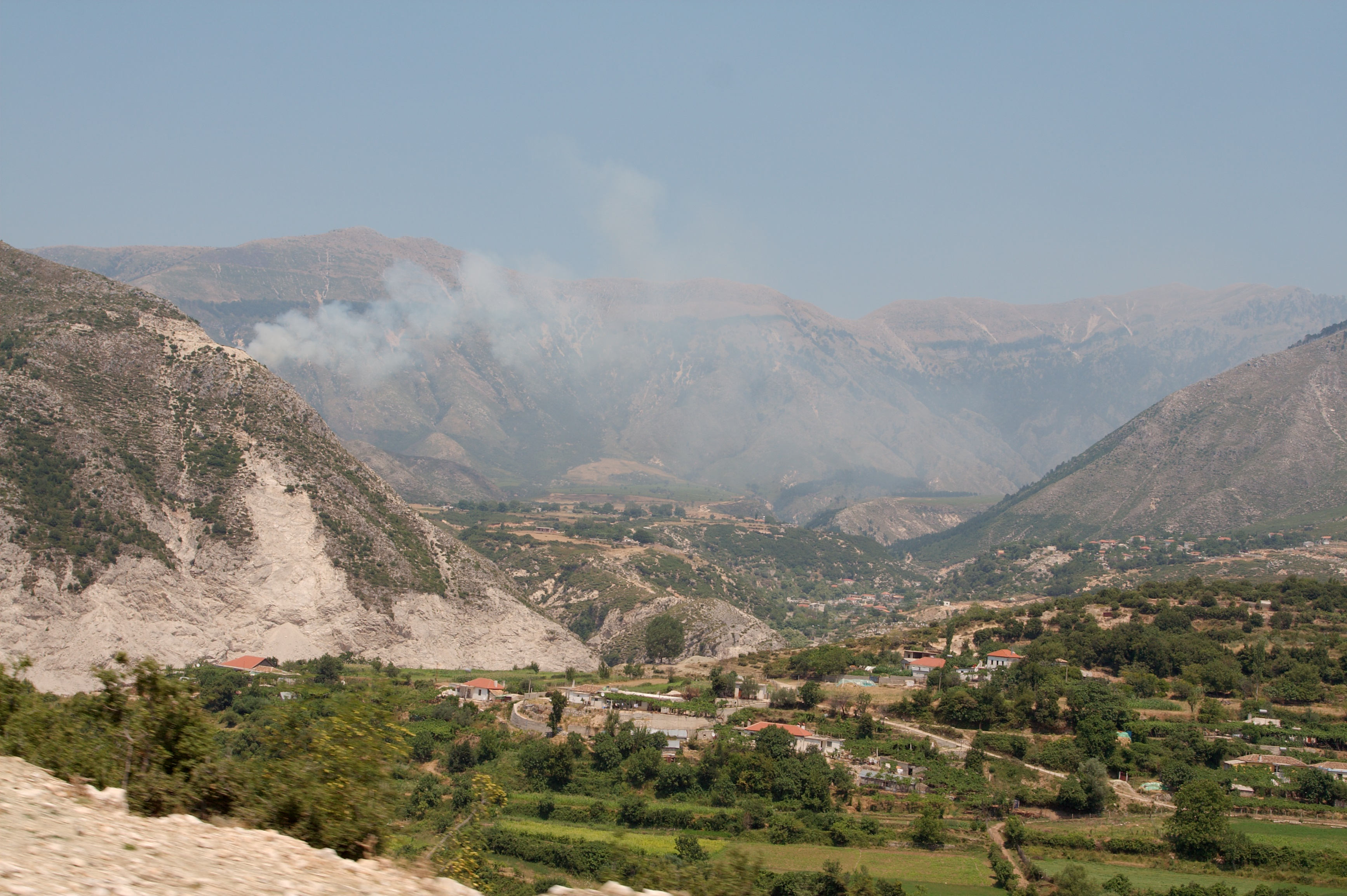
Montañas del parque nacional de Llogara, Himara, Albania, en el verano de 2007.

La vegetación mediterránea con maquias y coníferas destaca en la franja litoral mientras que en el interior montañoso predominan bosques de coníferas y caducifolias.
Según WWF, el territorio de Albania se reparte entre cuatro ecorregiones:
- Bosque mixto de los Alpes Dináricos en el extremo norte
- Bosque mixto balcánico en el noreste
- Bosque mixto de los montes Pindo en las montañas del centro y sureste
- Bosque caducifolio de Iliria en el resto del país

Hay tres humedales protegidos por el Convenio de Ramsar en Albania, con una superficie total de 83 062 hectáreas:
- Laguna de Karavasta, designada el 29 de noviembre de 1995. La ciudad más cercana es Lushnjë, 41°00′N 019°30′E / 41.000, 19.500 y se extiende por 20 000 hectáreas. Es un parque nacional.
- Butrinto, designada el 28 de marzo de 2003. Se encuentra en 39°50′N 020°00′E / 39.833, 20.000 y se extiende por 13 500 hectáreas. Es un parque nacional y lugar patrimonio de la Humanidad designado por la Unesco. Es un complejo de humedales en la parte suroeste de Albania, famoso por sus monumentos arqueológicos (antiguo puerto de Buthrotum - Butroto), significado histórico y riqueza natural.
- Lago Shkodra y río Buna, designada el 2 de febrero de 2006. Se encuentra en el distrito de Malësi e Madhe, Shkodra, 42°03′N 019°29′E / 42.050, 19.483 y se extiende por 49 562 hectáreas. Es una zona protegida nacional. El lado oriental del lago más grande de la península balcánica, compartido con Montenegro (Skadarsko Jezero Ramsar site), y el río Buna con su delta casi natural en la costa oriental del Adriático.

Los parques nacionales de Albania son:
- Abeto de Hotova
- Butrinto
- Dajti
- Divjaka
- Drenova
- Tomorr
- Llogaraja
- Prespa
- Lura
- Thethi
- valle Valbona
- paso Shtam
- Zall Gjocaj
- Shebenik-Jabllanica

## Geografía humana

Mapa topográfico de Albania, con sus principales poblaciones, líneas de comunicación y accidentes geográficos.

La población se calculaba en 3 639 453 habitantes en julio de 2009, lo que da una densidad de 126,60 habitantes por kilómetro cuadrado. El 47 % (2008) de la población total reside en zonas urbanas.
En cuanto a los principales grupos étnicos, según una estimación del año 1989, un 95 % de la población es albanesa, considerados tracio-ilirios o de raza dinárica. Dentro de las minorías, el principal grupo es el de los griegos, cuya proporción varía, pues según las estadísticas oficiales eran un 1% de la población, mientras que grupos griegos calculan que puede alcanzar el 12%, The World Factbook señala un 3 %.
El idioma hablado en Albania es el albanés, dividido en dos grupos lingüísticos: el tosco (oficial) y guego o gueguí.
La religión predominante es la musulmana (70 %). Los ortodoxos representan el 20 %, y hay una minoría católica (10 %). Estos porcentajes son meros cálculos del World Factbook, ya que no hay estadísticas actuales sobre afiliaciones religiosas; todas las mezquitas y las iglesias se cerraron en 1967 y se prohibieron las prácticas religiosas. En noviembre de 1990 se empezó a permitir la práctica religiosa privada.
La capital es Tirana, con 616 396 habitantes (2008). Las ciudades principales son: Shkodër o Shködra (Escútari), Durrës (Durazzo, Dirraquio), Valona, Korce y Elbasan. El país se divide en doce condados (qarqe, en singular, qark): Berat, Dibër, Durrës, Elbasan, Fier, Gjirokastër, Korçë, Kukës, Lezhë, Shkodër, Tirana y Vlorë.

## Geografía económica
Dentro de los recursos naturales de Albania se pueden mencionar: petróleo, gas natural, carbón, bauxita, cromita, piritas cupríferas, minerales ferrosos, níquel, sal, madera y energía hidroeléctrica.
La tierra arable representa el 20,1 %, la dedicada a cosechas permanentes el 4,21 % y el resto es 75,69 % (2005). La tierra irrigada asciende a 3530 kilómetros cuadrados (2003). La agricultura sigue siendo (septiembre de 2006) el principal sector económico, empleando al 58 % de la población activa. Produce maíz, trigo, vid y remolacha azucarera, además de patatas, fruta y hortalizas. De su ganadería ovina y caprina obtiene carne y productos lácteos.
A la industria se dedica el 15 % y el 27 % en el sector servicios. Dentro de las industrias están la alimenticia y la textil. Exporta ropa y calzado, asfalto, metales y crudo, así como frutas, hortalizas y tabaco. Su principal comprador es Italia (55,9 %); también exporta a Grecia (11,6 %) y China (7,2 %) (2008).